# Microchloa altera
Microchloa altera är en gräsart som först beskrevs av Alfred Barton Rendle, och fick sitt nu gällande namn av Otto Stapf. Microchloa altera ingår i släktet Microchloa och familjen gräs. Inga underarter finns listade i Catalogue of Life.